# Volání mrtvých
Volání mrtvých (v anglickém originále Tru Calling) je americký fantastický dobrodružný televizní seriál, který byl premiérově vysílán na stanici Fox v letech 2003–2005. První řada čítá celkem 20 epizod, druhá série je pouze šestidílná, neboť pořad byl kvůli nízké sledovanosti zrušen. Hlavní postavou seriálu je mladá Tru Daviesová, která se připravuje na studium medicíny prací v městské márnici. Tam u sebe objeví neobvyklou schopnost – některá mrtvá těla na ni promlouvají a žádají ji o pomoc. Dívka se poté přenese časem na začátek dne a se svými zachovanými vzpomínkami se snaží oběti najít a zabránit jejich smrti.

## Obsazení
- Eliza Dushku jako Tru Daviesová
- Shawn Reaves jako Harrison Davies
- Zach Galifianakis jako Davis
- A. J. Cook jako Lindsay Walkerová
- Jessica Collins jako Meredith Daviesová
- Benjamín Benítez jako Gardez
- Matthew Bomer jako Luc Johnston
- Jason Priestley jako Jack Harper